# Mont-de-Laval
Mont-de-Laval è un comune francese di 191 abitanti situato nel dipartimento del Doubs nella regione della Borgogna-Franca Contea.

## Società

### Evoluzione demografica
Abitanti censiti